# Cobanus
Cobanus F. O. P.-Cambridge, 1900 è un genere di ragni appartenente alla famiglia Salticidae.

## Distribuzione
Delle 17 specie oggi note di questo genere, ben 10 sono endemiche di Panama, 1 del Messico, 1 dell'isola di Hispaniola, 1 della Guyana e 1 del Venezuela; una specie, la C. beebei, è stata rinvenuta nel Borneo.

## Tassonomia
L'aracnologo Petrunkevitch descrisse nel 1914 come C. beebei alcuni esemplari rinvenuti nel Borneo; data la lunga distanza dalle zone di reperimento delle altre specie, sembra alquanto improbabile che appartenga a questo genere.
A dicembre 2010, si compone di 17 specie:
- Cobanus beebei Petrunkevitch, 1914 — Borneo
- Cobanus bifurcatus Chickering, 1946 — Panama
- Cobanus cambridgei (Bryant, 1943) — Hispaniola
- Cobanus cambridgei Chickering, 1946[3]— Panama
- Cobanus electus Chickering, 1946 — Panama
- Cobanus erythrocras Chamberlin & Ivie, 1936 — Panama
- Cobanus extensus (Peckham & Peckham, 1896)[4] — Panama
- Cobanus flavens (Peckham & Peckham, 1896) — Panama
- Cobanus guianensis (Caporiacco, 1947)[5] — Guyana
- Cobanus incurvus Chickering, 1946 — Panama
- Cobanus mandibularis (Peckham & Peckham, 1896) — Panama
- Cobanus obscurus Chickering, 1946 — Panama
- Cobanus perditus (Banks, 1898) — Messico
- Cobanus scintillans Crane, 1943 — Venezuela
- Cobanus seclusus Chickering, 1946 — Panama
- Cobanus subfuscus F. O. P.-Cambridge, 1900 — Costa Rica, Panama
- Cobanus unicolor F. O. P.-Cambridge, 1900 — Costa Rica, Panama